# Walter Rücker
Walter Rücker (auch: Walther Rücker; * 16. Dezember 1905 in Haspe, Westfalen; † 3. Oktober 1981 in Hagen) war ein deutscher Politiker der CDU in der Sowjetischen Besatzungszone sowie in den Anfängen der DDR. Er war Abgeordneter des ersten Thüringer Landtages der Nachkriegszeit und des Deutschen Volksrates sowie der Provisorischen Volkskammer. Zudem war er zeitweise thüringischer Minister für Handel und Versorgung.

## Leben
Rücker wurde als Sohn eines Schmiedes in der westfälischen Kleinstadt Haspe, heute ein Stadtteil von Hagen, geboren. Nach der Volksschule besuchte Rücker die Hasper Oberrealschule, die er mit 17 nach Erreichen der Obersekundareife 1923 verließ. Anschließend absolvierte er von 1923 bis 1925 eine Banklehre beim Barmer Bankverein in Hagen. Danach arbeitete Rücker zwei Jahre als Buchhalter bei der Hagener Filiale der Disconto-Gesellschaft. 1928 erhielt er eine Anstellung als Beamter des Arbeitsamtes in Hagen. Während dieser Zeit holte Rücker die Abiturstufe nach, so dass er 1930 das Abitur als Externer am Provinzialkollegium Münster ablegen konnte. Anschließend begann er in Jena ein Theologiestudium, das er von 1931 bis 1933 im westfälischen Münster fortsetzte. 1930 trat Rücker der Deutschen Staatspartei (DStP) bei. 1933 wurde Rücker wegen nationaler Unzuverlässigkeit zwangsexmatrikuliert. Er erhielt ein Studienverbot an deutschen Hochschulen. Vorausgegangen waren zwei kurzzeitige Verhaftungen wegen antinationalsozialistischer Äußerungen. Seine Partei löste sich nach dem Gleichschaltungsgesetz selbst auf.
Nach seiner Exmatrikulation kehrte Rücker zunächst in seine Heimat zurück. Er fand eine Anstellung als Härter bei der Auto- und Waggonfedernfabrik Luhn & Pulvermacher im nunmehrigen Hagener Stadtteil Haspe. Am 10. Mai 1935 wurde er erneut wegen angeblicher Vorbereitung zum Hochverrat verhaftet und blieb bis zum 8. August 1935 in Haft. Danach fand Rücker eine Anstellung als Vertreter der Deutsche Krankenversicherung AG (DKV). 1937 wurde er Versicherungsbeamter bei der DKV-Filiale in Erfurt. In der Folge zog er nach Erfurt, wo er ab dem 5. Februar 1938 wohnhaft gemeldet wurde.
Am 26. März 1940 wurde Rücker zum Wehrdienst bei der Luftwaffe eingezogen. Seine letzte Station war Schleswig-Holstein, wo er erst am 25. Juli 1945, also über zweieinhalb Monate nach Kriegsende, als Feldwebel der Reserve entlassen wurde. Formell befand er sich danach kurzzeitig in britischer Kriegsgefangenschaft. Anschließend zog es Rücker wieder an seinen letzten Wohnort nach Erfurt. Als ehemaliger Theologiestudent ohne NS-Belastung fand er ab dem 1. Oktober 1945 eine Anstellung als Religionslehrer bei der Evangelischen Kirche für die Kirchenprovinz Sachsen und unterrichtete an Erfurter Oberschulen. Am selben Tag wurde Rücker Mitglied der CDU.

## Politische Karriere
Bei den ersten Vorstands- und Ausschusswahlen der CDU, die im Januar 1946 durchgeführt wurden, wählte man Rücker auf Anhieb zum Zweiten Landessekretär der CDU Thüringen. Dadurch war er nun in Weimar tätig, blieb aber in Erfurt wohnhaft. In dieser Position verblieb Rücker bis zum April 1948, als er zum Ersten Landessekretär der Thüringer CDU gewählt wurde. Alsbald wurde Rücker auch Mitglied wichtiger parlamentarischer Gremien. Er wurde für die CDU als Mitglied der Beratenden Versammlung Thüringens benannt, die von Ende Juni bis Ende September 1946 tätig war. In der Folge kandidierte Rücker auch für die ersten Landtagswahlen, die am 20. Oktober 1946 stattfanden. Bei der konstituierenden Sitzung des Landtages wurde er zum Zweiten Vizepräsidenten des Landtages gewählt. Durch dieses Amt wurde Rücker von der CDU auch für einen Sitz im I. Deutschen Volksrat vorgeschlagen, in dem er ab März 1948 saß. Auch in den beiden Nachfolgerparlamenten, II. Deutscher Volksrat und Provisorische Volkskammer, war er als Abgeordneter vertreten. Im April 1948 wurde Rücker überdies zum Ersten Landessekretär der Thüringer CDU gewählt. Diese Funktion übte er bis zum IV. Landesparteitag im Mai 1950 aus. Auf dem Parteitag wurde Rücker zum Ersten Stellvertreter des Landesvorsitzenden der CDU, August Bach, gewählt. Dieses Amt hatte er bis zum 14. Oktober 1950 inne. Außerdem wurde er am 7. Juli 1950 für den geflüchteten Heinrich Gillessen zum Minister für Handel und Versorgung des Landes Thüringen in der Regierung unter Werner Eggerath ernannt. 
Die Rivalität zwischen Bach und Rücker führte nach dem Parteitag im April 1950 zur schrittweisen Entlassung aller „Rückertreuen Referenten der Landesgeschäftsstelle“. Sie endete mit dem Ausschluss Rückers aus der Partei am 25. Oktober 1950. Nach Meinung Georg Dertingers ging Rücker aber schon ab Oktober 1949 auf Konfrontationskurs zur Parteispitze. Entgegen Rückers Vorstellungen war – nachdem der bisherige Generalsekretär Dertinger zum Außenminister ernannt worden war – nicht er, sondern Gerald Götting Generalsekretär der CDU geworden. Das Angebot, Fraktionsvorsitzender in der Provisorischen Volkskammer zu werden, schlug Rücker laut Dertinger aus, da der Posten ihm angeblich zu wenig war. Sein Ministeramt versuchte Rücker am Ende sogar durch einen Wechsel zur SED zu halten. Als dieses Vorhaben scheiterte und Willy Rutsch (CDU) am 21. November 1950 das Amt übernahm, setzte sich Rücker aber nicht sofort in die Bundesrepublik ab, wie in älteren Quellen behauptet wird. Vielmehr meldete er sich bis Ende 1951 krank. Danach agierte Rücker zunächst bis Februar 1952 als Treuhänder einer Firma in Stotternheim. Anschließend fand er eine Anstellung als Kreditsachbearbeiter bei der Deutschen Notenbank in Erfurt, wo er bis Juli 1952 tätig war. In der Folge fand Rücker eine Anstellung als kaufmännischer Angestellter in der Erfurter Lindenmühle. Im August 1952 wurde Rücker kurzzeitig in Haft genommen, nach seiner schriftlichen Zusage, Stillschweigen zu bewahren, aber wieder entlassen. Ab Januar 1955 war Walter Rücker wieder in seiner Heimatstadt Hagen als wohnhaft gemeldet und arbeitete dort als Sparkassenangestellter.